# Tiro nos Jogos Mundiais Militares de 2011
As competições de tiro nos Jogos Mundiais Militares de 2011 estão sendo disputadas entre os dias 18 e 23 de julho, sendo que o dia 17 está reservado para treinamento das provas fogo central 25 m masculino e pistola 25 m feminino. Os eventos estão sendo realizados no Centro Nacional de Tiro Esportivo Tenente Guilherme Paraense.
Nos jogos militares deste ano, serão disputadas dezesseis medalhas de ouro, uma a mais do que nos Jogos Olímpicos. Diferentemente das Olimpíadas, não participarão atletas do esporte, mas sim militares.

## Calendário
| Julho | 15 | 16 | 17 | 18 | 19 | 20 | 21 | 22 | 23 | 24 |
| ----- | -- | -- | -- | -- | -- | -- | -- | -- | -- | -- |
| Tiro  |    |    |    |    | 4  | 4  |    | 4  | 4  |    |

|  | Dia de treinamento |  | Dia reserva |  | Dia de final |

## Eventos
Masculino
- Fogo central 25 m
- Tiro rápido militar 25 m
- Fuzil três posições 300 m
- Fuzil rápido militar 300 m
- Fogo central 25 m por equipes
- Tiro rápido militar 25 m por equipes
- Fuzil três posições 300 m por equipes
- Fuzil rápido militar 300 m por equipes

Feminino
- Pistola 25 m
- Tiro rápido militar 25 m
- Carabina deitado 50 m
- Carabina três posições 50 m
- Pistola 25 m por equipes
- Tiro rápido militar 25 m por equipes
- Carabina deitado 50 m por equipes
- Carabina três posições 50 m

## Medalhistas
Masculino
| Evento                                         | Ouro | Prata | Bronze |
| Fogo central 25 m detalhes                     |      |       |        |
| Tiro rápido militar 25 m detalhes              |      |       |        |
| Fuzil três posições 300 m detalhes             |      |       |        |
| Fuzil rápido militar 300 m detalhes            |      |       |        |
| Fogo central 25 m por equipes detalhes         |      |       |        |
| Tiro rápido militar 25 m por equipes detalhes  |      |       |        |
| Fuzil três posições 300 m por equipes detalhes |      |       |        |
| Fuzil rápido militar 300 m detalhes            |      |       |        |

Feminino
| Evento                                           | Ouro | Prata | Bronze |
| Pistola 25 m detalhes                            |      |       |        |
| Tiro rápido militar 25 m detalhes                |      |       |        |
| Carabina deitado 50 m detalhes                   |      |       |        |
| Carabina três posições 50 m detalhes             |      |       |        |
| Pistola por equipes detalhes                     |      |       |        |
| Tiro rápido militar 25 m por equipes detalhes    |      |       |        |
| Carabina deitado 50 m por equipes detalhes       |      |       |        |
| Carabina três posições 50 m por equipes detalhes |      |       |        |

## Quadro de Medalhas
| Ordem | País | Medalha de ouro | Medalha de prata | Medalha de bronze | Total |
| ----- | ---- | --------------- | ---------------- | ----------------- | ----- |